# La famiglia Addams 2 (film 1993)
La famiglia Addams 2 (Addams Family Values) è un film del 1993 diretto da Barry Sonnenfeld.
La pellicola è il seguito de La famiglia Addams del 1991.

## Trama
Nove mesi dopo gli avvenimenti accaduti in occasione del ritorno di Fester a casa Addams, Morticia dà alla luce il piccolo Pubert. Ormai troppo affaccendata, la donna decide di assumere una baby sitter che le dia una mano in casa e che cerchi di sedare la gelosia provata da Mercoledì e Pugsley nei confronti del fratellino. Dopo vari colloqui andati a vuoto, i coniugi Addams decidono di assumere Debbie Jellinsky, una giovane donna incantevole e apparentemente dolcissima. L'impacciato Fester, ben presto attratto dal suo fascino, se ne innamora perdutamente, ma la tata nasconde un terribile segreto: ella è in realtà una nota criminale, soprannominata "Vedova Nera", che sposa uomini single e ricchi per poi ucciderli alla prima notte di nozze, in modo da impossessarsi indisturbata del loro patrimonio. Dopo aver scoperto vari documenti che attestano i fondi monetari di Fester e vedendo l'interesse che prova per lei, Debbie inizia perciò a sedurlo, per farlo cadere nella sua tela.
Ben presto però, Mercoledì si accorge delle attenzioni che la baby sitter rivolge allo zio e decide di affrontarla. Debbie allora, per avere campo libero nel raggiungere il suo scopo, convince i coniugi Addams a mandare i figli al "Campo Chippewa", un campeggio estivo per ragazzi dove i due fratelli non tardano a distinguersi per il loro comportamento ribelle, oltre che venire presi di mira da Amanda Buckman, una saccente ragazzina che si rivela sin da subito essere la pupilla degli educatori. Con i ragazzi assenti, Debbie corteggia così Fester e i due finiscono per sposarsi nel cimitero di casa Addams, tra la felicità dell'intera famiglia. I due partono subito per il viaggio di nozze e, durante la prima notte di matrimonio, Debbie cerca di uccidere il marito gettandogli una radio accesa nella vasca da bagno, ma egli sopravvive. Rendendosi poi conto dell'attaccamento della famiglia nei confronti dell'uomo, la giovane criminale usa il suo fascino per allontanarlo dagli Addams e a fare in modo che non li voglia più vedere. In seguito, Debbie riprova a uccidere Fester facendo esplodere la loro casa con dell'esplosivo nascosto in un pacco regalo ma quando vede che quest'ultimo sopravvive un'altra volta, va su tutte le furie e in preda all'ira svela il suo piano a Fester.
Successivamente, grazie all'intervento di Mano, Fester si mette in salvo e torna dai suoi. La furibonda e vendicativa Debbie raggiunge anch'ella casa Addams, dove riesce a imprigionare la famiglia su diverse sedie elettriche, inclusi Mercoledì e Pugsley, nel frattempo tornati dopo aver dato fuoco al "Campo Chippewa" e anche dato una lezione ad Amanda durante la recita dell'ultimo giorno. Ma il piccolo Pubert, che Debbie si era limitata a imprigionare in uno scatolone, riesce a liberarsi e a raggiungere i suoi dove, invertendo il funzionamento del meccanismo delle sedie elettriche, fa in modo che la scarica si concentri sulla falsa tata, polverizzandola.
Qualche tempo dopo, Pugsley e Mercoledì chiedono allo zio se l'ex moglie gli manchi, ma lui fa capire loro che non gli interessa più. Successivamente, durante la festa in onore dell'ultimo arrivato, fra tutti gli invitati arriva anche la nuova tata di casa Addams, Dementia, fisicamente simile a Fester, la quale attira subito le sue attenzioni. Il film si conclude con il compleanno di Pubert dove, durante un brindisi, Gomez proclama un discorso d'amore per la sua famiglia, mentre Mercoledì, all'esterno della casa, escogita uno scherzo macabro ai danni di Joel Glicker, un ragazzino conosciuto in campeggio, con il quale sembra ci sia più di una semplice amicizia: dopo averlo fatto avvicinare alla tomba di Debbie, Mercoledì lo fa afferrare da Mano nascosto sotto la terra smossa, terrorizzandolo ma confidandogli al contempo che lo vorrebbe come marito.

## Produzione
Il titolo originale, Addams Family Values ("i valori della famiglia Addams"), è un riferimento parodistico voluto dall'autore Paul Rudnick a un celebre discorso dell'allora vice presidente Dan Quayle. Nel discorso Quayle aveva incolpato la Rivolta di Los Angeles del 1992 di aver distrutto i "valori della famiglia", causando derisione e controversie.

### Cast
Secondo Anjelica Huston, durante le riprese del film, divenne chiaro che la salute di Raúl Juliá stava peggiorando sempre più: non riusciva a mangiare, perdendo sempre più peso. Morì entro un anno dopo la fine delle riprese.
Nel film recitano David Krumholtz, nella parte dell'introverso Joel Glicker, Peter MacNicol insieme a Christine Baranski nel ruolo degli animatori del campeggio. Mercedes McNab era già apparsa nel film precedente nel ruolo di una ragazza scout che cercava di vendere i suoi biscotti. Judith Malina, che nel primo film aveva interpretato Nonna Addams, qui viene sostituita da Carol Kane.

### Luoghi delle riprese
Le scene del "Camp Chippewa" sono state girate nel Parco nazionale di Sequoia, in particolare presso il Lago Sequoia, sulla Sierra Nevada, nello stato della California.

## Colonna sonora
La colonna sonora del film è stata composta da Marc Shaiman. Le musiche originali di Shaiman sono state pubblicate nel 1993 nell'album Addams Family Values (The Original Orchestral Score) dall'etichetta discografica Varèse Sarabande, in formato CD e musicassetta. Un altro album, Addams Family Values (Music from the Motion Picture), pubblicato da Atlas e PolyGram in CD e musicassetta sempre nel 1993, è invece una compilation di brani di artisti vari tratti dal film.
Michael Jackson aveva iniziato a scrivere una canzone per la colonna sonora del film intitolata Is This Scary (Ti fa paura questo?) ma in quel periodo ci furono le prime voci di molestie sessuali da parte del cantante nei confronti del figlio di Evan Chandler mentre si accingeva a girare il videoclip, e il progetto venne cancellato. Jackson completò la canzone in seguito, intitolandola Is It Scary, per il suo album del 1997 Blood On The Dance Floor, mentre parte del girato del video, che vedeva anche un cammeo degli attori bambini del film, andrà a comporre il suo cortometraggio Ghosts dello stesso anno. Il video incompleto è rimasto inedito per anni fino ad apparire ufficiosamente on line nel 2015.. Nel film rimase comunque una scena in cui appare un poster di Jackson.

## Distribuzione
La pellicola è stata distribuita nelle sale cinematografiche statunitensi a partire dal 19 novembre 1993 mentre in quelle italiane da gennaio 1994.

## Accoglienza

### Incassi
Il film ha incassato 48919043 $ negli Stati Uniti e $ 62 milioni nel resto del mondo, per un incasso totale di $ 110.9 milioni.

### Critica
Il film è stato accolto da recensioni generalmente positive. Sull'aggregatore di recensioni Rotten Tomatoes, La famiglia Addams 2 detiene il 75% di recensioni professionali positive, basato su 114 recensioni. Su Metacritic la pellicola ottiene un punteggio di 61 su 100, parere bastato su 21 recensioni professionali.
Edward Guthmann del San Francisco Chronicle ha elogiato il film definendolo «di gran lunga migliore rispetto al primo film, in parte perché Sonnenfeld [...] ha raffinato il suo stile registico, ma soprattutto perché Rudnick ha contribuito con una deliziosa e fintamente macabra sceneggiatura». Leonard Klady di Variety lo ha definito «il tipo di commedia malvagia che si può assaporare senza senso di colpa». Michael Wilmington del Chicago Tribune lo ha definito «un altro grande spettacolo pre-commercializzato in studio opportunistico, ma che fa ridere e ha talento. Nel migliore dei casi è un San Valentino di veleno, intriso di allegria e malizia premeditata» Angie Errigo di Empire ha fatto notare come sia «un'impresa rara rendere un sequel migliore del suo predecessore, ma qui Sonnenfeld riesce a fare proprio questo». Richard Schickel del Time ha invece giudicato il film negativamente, scrivendo: «come la prima delle cronache degli Addams, questo è un film essenzialmente pigro, che troppo spesso si accontenta di gag facili ed effetti speciali che non arrivano a divertire».

## Riconoscimenti
- 1993 - Razzie Awards
  - Peggior canzone originale a Addams Family (WHOOMP!)
- 1994 - Premio Oscar
  - Candidatura per la Migliore scenografia a Ken Adam e Marvin March.[15]
- 1994 - Golden Globe
  - Candidatura per la Migliore attrice in un film commedia o musicale a Anjelica Huston[15]
- 1994 - Premio BAFTA
  - Candidatura per il Miglior trucco a Kevin Haney, Katherine James, Fred C. Blau Jr. e Fern Buchner
- 1994 - Saturn Award
  - Miglior trucco a Kevin Haney
  - Candidatura per il Miglior film fantasy
  - Candidatura per la Miglior attrice ad Anjelica Huston
  - Candidatura per la Miglior attrice non protagonista a Joan Cusack
  - Candidatura per la Miglior attrice emergente a Christina Ricci
  - Candidatura per i Migliori costumi a Theoni V. Aldredge
  - Candidatura per la Miglior colonna sonora a Marc Shaiman
- 1994 - Premio Hugo
  - Candidatura per la Miglior rappresentazione drammatica
- 1994 - London Critics Circle Film Awards
  - Miglior realizzazione tecnica britannica a Ken Adam

Il film è stato inoltre candidato per la lista AFI's 100 Years... 100 Laughs.

## Merchandising
- Nel 1995 Ocean Software ha distribuito il videogioco Action RPG Addams Family Values, ispirato al film, per piattaforme Super Nintendo Entertainment System e Sega Mega Drive. Nel gioco Zio Fester va alla ricerca di Pubert che è stato rapito, ricevendo aiuti dai vari membri della famiglia Addams.

## Sequel
Nel 1998 viene realizzato il sequel La famiglia Addams si riunisce, diretto da Dave Payne e distribuito come film per la televisione, negli Stati Uniti. In Italia il film viene invece distribuito direct-to-video. La pellicola vede coinvolto un cast totalmente rinnovato, a eccezione di Carel Struycken e Christopher Hart che riprendono rispettivamente il ruolo di Lurch e Mano. Inoltre, Morticia viene interpretata da Daryl Hannah e Gomez da Tim Curry, mentre Mercoledì viene impersonata da Nicole Fugere, che riprenderà successivamente il ruolo nella serie televisiva La nuova famiglia Addams, di cui il film si proponeva come una sorta di pilota o prequel.